# 69 Hesperija
69 Hesperija (mednarodno ime 69 Hesperia, starogrško starogrško Ἑσπερίδες: Esperídes) je velik asteroid tipa M v glavnem asteroidnem pasu. 

## Odkritje
Asteroid je odkril Giovanni Virginio Schiaparelli (1835 – 1910) 26. aprila 1861.. Asteroid je poimenovan po eni izmed hesperid iz grške mitologije. 

## Lastnosti
Asteroid Leto obkroži Sonce v 5,14 letih. Njegova tirnica ima izsrednost 0,165, nagnjena pa je za 8,59° proti ekliptiki. Njegov premer je 122,6 km, okrog svoje osi pa se zavrti v 5,655  urah .